# Sparkasse Bad Tölz-Wolfratshausen
Die Sparkasse Bad Tölz-Wolfratshausen ist ein öffentlich-rechtliches Kreditinstitut mit Sitz in Bad Tölz in Bayern. Ihr Geschäftsgebiet ist der Landkreis Bad Tölz-Wolfratshausen.

## Organisationsstruktur
Die Sparkasse Bad Tölz-Wolfratshausen ist eine Anstalt des öffentlichen Rechts. Träger ist der „Zweckverband Vereinigte Sparkassen im Landkreis Bad Tölz-Wolfratshausen“, an dem Landkreis Bad Tölz-Wolfratshausen (54,00 %), Stadt Bad Tölz (19,70 %), Gemeinde Benediktbeuern (6,90 %), Gemeinde Kochel a. See (6,90 %) und Gemeinde Lenggries (12,50 %) beteiligt sind.
Rechtsgrundlagen sind das Sparkassengesetz, die bayerische Sparkassenordnung und die durch den Träger der Sparkasse erlassene Satzung. Organe der Sparkasse sind der Vorstand und der Verwaltungsrat.

## Geschäftsausrichtung
Die Sparkasse Bad Tölz-Wolfratshausen betreibt als Sparkasse das Universalbankgeschäft. Die Sparkasse Bad Tölz-Wolfratshausen wies im Geschäftsjahr 2023 eine Bilanzsumme von 3,181 Mrd. Euro aus und verfügte über Kundeneinlagen von 2,358 Mrd. Euro. Gemäß der Sparkassenrangliste 2023 liegt sie nach Bilanzsumme auf Rang 154. Sie unterhält 23 Filialen/Selbstbedienungsstandorte und beschäftigt 418 Mitarbeiter.

## Sparkassen-Finanzgruppe
Die Sparkasse Bad Tölz-Wolfratshausen ist Teil der Sparkassen-Finanzgruppe. Sie vertreibt daher z. B. Bausparverträge der LBS, offene Investmentfonds der Deka und vermittelt Versicherungen der Versicherungskammer Bayern. Die Funktion der Sparkassenzentralbank nimmt die Bayerische Landesbank wahr.